# Xã Morken, Quận Clay, Minnesota
Xã Morken (tiếng Anh: Morken Township) là một xã thuộc quận Clay, tiểu bang Minnesota, Hoa Kỳ. Năm 2010, dân số của xã này là 156 người.